# طيب الفال (دير الزور)
طيب الفال قرية سورية تتبع ناحية البصيرة في منطقة مركز دير الزور في محافظة دير الزور. بلغ عدد سكانها 551 نسمة في عام 2004 حسب إحصاء المكتب المركزي للإحصاء.